# Valeriu Ștefan Zgonea
Valeriu Ștefan Zgonea (n. 3 septembrie 1967, Craiova, România) este un politician român, membru al Parlamentului României. 
Între 3 iulie 2012 - 13 iunie 2016 a fost președinte al Camerei Deputaților. Pe 18 octombrie 2015 a fost ales în funcția de Președinte Executiv al Partidului Social Democrat. Pe 27 aprilie 2016 a fost exclus din PSD în urma declarațiilor sale împotriva președintelui partidului, Liviu Dragnea.

## Familie
Valeriu Zgonea s-a căsătorit, în 2014, cu Laura Zgonea. Are un băiat Dragoș Alexandru, din căsătoria anterioară cu Cristina și o fată, Maria, dintr-o relație anterioară.

## Educație
Valeriu Zgonea a urmat cursurile Colegiului Național "Frații Buzești" din Craiova, în perioada 1981-1985. 
A fost admis la Facultatea de Construcții Căi Ferate, Drumuri și Poduri din cadrul Institutului de Construcții din București.
A urmat cursurile Ministerului Tineretului și Sportului privind managementul resurselor umane și managementul de proiect.
În ianuarie 2001, a participat la Programul privind studiul comunicării politice și al relațiilor media, organizat la Washington de Institutul Național Democratic al Ministerului Afacerilor Externe. În aceeași perioadă a absolvit cursul de negociere organizat de Institutul Păcii din S.U.A. În luna martie a anului 2001, a urmat cursurile A.C.Y.P.L. (American Council of Youth Political Leaders). În august 2001 a fost bursier al Universității din Amsterdam, urmând celebrul curs al profesorului Phil Nobel intitulat "Internetul și Politica".
În perioada 2002 – 2003 a urmat studii postuniversitare la Institutul Social Democrat, finalizate cu disertație în managementul strategic. Totodată, a absolvit masterul „Politici Publice Europene” la Institutul Național de Administrație.
Este absolvent al Colegiului Național de Apărare (master, 2006), urmând și cursurile Colegiului Superior de Securitate Națională (2007).

## Activități civice
A devenit membru A.R.E.D. (Asociația Română pentru Educație Democratică), vicepreședinte al Fundației S.E.C.S. Dolj (Societatea de Educație Contraceptivă și Sexuală), instructor-coordonator al Clubului de dezbateri A.R.D.O.R. Craiova (Asociația Română de Dezbateri, Oratorie și Retorică) și membru al Fundației pentru Tineret "1 Decembrie" din Craiova. La inițiativa sa au luat ființă filiala din Dolj a Fundației S.E.C.S. și cea a A.R.D.O.R.

## Activitate profesională
În anul 1986 s-a angajat ca muncitor, urmând și cursurile Facultății de Construcții, la seral.
În perioada 1993 - 2000 a avansat de la inginer stagiar la șef district linii și apoi revizor regional de Siguranța Circulației în cadrul Regionalei Căi Ferate Craiova.

## Activitate politică
A devenit membru PDSR în data de 30 aprilie 1996 (din iunie 2001 P.S.D.).
În perioada 1999 - 2001 a fost președinte al Organizației de Tineret P.D.S.R. Dolj, vicepreședinte la nivel național al Organizației de Tineret a PDSR și membru al Comitetului Executiv Central al Consiliului Național P.D.S.R. Din anul 2001 este vicepreședinte al P.S.D. Dolj și membru al Consiliului Național al P.S.D.
Din anul 2007 deține funcția de secretar executiv al Biroului Permanent Național al Partidului Social Democrat.
La 3 iulie 2012, când Roberta Anastase a fost revocată din funcția de președinte al Camerei Deputaților, Valeriu Zgonea a fost numit lider al camerei inferioare a Parlamentului.
Pe 18 octombrie 2015 a fost ales Președinte Executiv al Partidului Social Democrat. În primăvara următoare, după ce a criticat decizia președintelui partidului Liviu Dragnea de a ramâne în funcție după ce a fost condamnat la închisoare cu suspendare după un proces de fraudă electorală, Zgonea a fost exclus din partid.

### Revocarea
Pe 13 iunie 2016 Valeriu Zgonea a fost revocat, prin vot, din funcția de președinte al Camerei Deputaților, la cererea grupului parlamentar PSD.

## Activitate parlamentară
A fost ales deputat în anul 2000, în circumscripția electorală nr.17 Dolj.
În precedenta legislatură, a avut 58 de luări de cuvânt și alocuțiuni în cadrul a 37 de ședințe ale Camerei Deputaților, două întrebări și interpelări și șapte propuneri legislative (împreună cu alți parlamentari), printre care:
- Propunere legislativă privind perdelele forestiere de protecție (finalizată prin Legea 289/2002).
- Propunere legislativă de revizuire a Constituției României (Legea 429/2003).
- Proiect de Lege pentru modificarea si completarea Legii nr.50/1991 privind autorizarea executarii lucrarilor de constructii (Legea 199/2004).
- Propunere legislativă privind preluarea de către stat a blocurilor de locuințe aflate în *proprietatea agenților economici cu datorii la bugetul consolidat (respinsă).

- La alegerile parlamentare din 28 noiembrie 2004, Valeriu a fost reales deputat de Dolj din partea PSD.

În anul 2005 a fost ales euro-observator din partea României în Parlamentul European, fiind membru al Comisiei de Buget (până în iunie 2006).
Activitatea parlamentară în legislatura actuală: 100 de luări de cuvânt în plenul Camarei Deputaților (în 71 de ședințe), 33 de declarații politice cu impact în viața politică românească, 28 de propuneri legislative inițiate, 30 de întrebări și interpelări adresate Executivului, 8 moțiuni.
O serie dintre propunerile legislative inițiate de Valeriu Zgonea sunt reglementări, precum:
- Propunere legislativă privind salariul minim brut pe țară lunar, garantat în plată (proiectul se dezbate în Senat)[5];
- Proiect de lege pentru modificarea și completarea Legii arendării nr. 16/1994 (Legea 223/2006)[6];
- Propunere legislativă privind sprijinirea populației afectate de catastrofele naturale din lunile aprilie – mai [7];
- Propunere legisltivă privind modificarea și completarea Legii nr. 217/2003 pentru prevenirea și combaterea violenței în familie (la Senat) [8];
- Propunere legisltivă pentru modificarea Legii nr.3/2000 privind organizarea și desfășurarea referendumului (Legea 129/2007) [9].
- Propunere legisltivă privind subvenționarea salariilor preoților (la Senat) [10];
- Propunere legisltivă privind modificarea și completarea Decretului-Lege nr. 118/1990 privind acordarea unor drepturi persoanelor persecutate din motive politice de dictatura instaurată cu începe de la 6 martie 1945, precum și a celor deportate în străinătate ori constituite în prizonieri (la Senat) [11].

## Președinte al Camerei Deputaților
Din 2012, de la începutul mandatului său ca președinte al Camerei Deputaților, a susținut cu tărie activarea dimensiunii parlamentare a relațiilor diplomatice și dezvoltarea colaborării legislative și a parteneriatelor între România și organizațiile regionale și internaționale, adunările naționale ale altor țări, think-thank-urile străine, universități și ONG-uri.  
Unul dintre principalele obiective declarate la preluarea mandatul a fost modernizarea  corpului legislativ, fapt pentru care a dezvoltat programul de interpelări ”Ora Premierului” și ”Ora Ministrului” și a dinamizat procesul de transpunere a Directivelor Europene în legislația românească. Ca parte a programului de schimbare a culturii instituționale a inițiat procedura de modificare a Statutului deputaților și senatorilor (2013), prin care s-a clarificat regimul imunităților, incompatibilităților și a conflictului de interese și a redus cheltuielile de deplasare și cazare ale corpului parlamentar. De asemenea, a activat consultările privind întocmirea Regulamentului deputaților și senatorilor (2013) și a Codului de conduită cu scopul de a implementa principiile europene în cultura politică și instituțională națională.    
Valeriu Zgonea a susținut extinderea colaborării dintre reprezentanții societății civile și ai instituțiilor, pe de o parte, și Camera Deputaților, pe celelaltă parte, cu scopul de a îmbunătăți calitatea actului legislativ prin integrarea nevoilor cetățenilor, mediului de afaceri și principalilor actori economici și sociali. În acest sens, a fost încheiat parteneriatul dintre UNICEF și Camera Deputaților în mai 2013, prin care cele două părți s-au angajat să sprijine respectarea, monitorizarea, implementarea și promovarea drepturilor copilului în România.  Protocolul de colaborare semnat de președintele Camerei deputaților și reprezentantul Coaliției Naționale pentru Absorbția Fondurilor Structurale ( octombrie 2015) dezvoltă un cadru pentru dialog constat și constructiv în vederea identificării principalelor impedimente administrative cu care se confrontă principalii beneficiari și îmbunătățirea legislației pentru stimularea absorbției de fonduri europene. Un alt demers circumscris efortului de implicare a sectorului civil în elaborarea cadrului de referință pentru reglementarea unui domeniu îl reprezintă Acordul de Parteneriat între Camera Deputaților și Consiliul Concurenței, încheiat în noimebrie 2015, cu scopul de transfera expertiza acestui organism în cadrul comisiilor parlamentare și a o valorifica prin amendamente sau inițiative legislative care să încurajeze piața concurențială .
Efortul de transparentizare a activității legislative și educare a percepției publice cu privire la rolul Parlamentului s-a concretizat prin implementarea, începând cu 2014, la inițiativa lui Valeriu Zgonea, a programului de Internship la Camera Deputaților, care oferă studenților și absolvenților de studii superioare  posibilitatea desfășurării unui stagiu de practică în serviciile și comisiile Camerei Deputaților.    
O altă realizare importantă este organizarea, în mai 2014, în București, sub președinția României, a unui eveniment istoric, care a încheiat ani de muncă a 12 legislative din Europa de Sud-Est, și anume sesiunea inaugurală a Adunării Parlamentare a SEECP, un forum de dialog și cooperarea între parlamentele din regiune.
Participarea la Forumul parlamentar de Informații și Securitate, organizat de Congresul Statelor Unite (2014 și 2015), poate fi menționată printre alte momente relevante, un eveniment de o importanță deosebită care a subliniat rolul schimbului de opinii și viziuni cu privire la aspecte-cheie de interes comun pentru comunitatea internațională.
Excelenta reprezentare, de către Valeriu Zgonea, a legislativului românesc în relațiile cu partenerii străini a contribuit semnificativ la dezvoltarea relațiilor de cooperare bilaterală, fiind semnate Memorandumuri de înțelegere între Camera Deputaților și parlamentele din Moldova, Israel, Irlanda și Muntenegru. În același registru se regăsește participarea, în 2014, la acțiunea interparlamentară de combatere a oricăror forme de discriminare, xenofobie și rasism pe teritoriul european, concretizată prin semnarea Declarației de la Terezin.
Activitatea sa constantă referitoare la diplomația parlamentară i-a adus, în luna februarie 2015, două premii speciale: un certificat de Apreciere oferit de domnul Yuli-Yoel Edelstein - președintele Knesset-ului, pentru contribuția personală la consolidarea relațiilor dintre România și Statul Israel, dar și  premiul pentru "Înțelegere europeană", oferit într-o gală găzduită de Camera Comunelor, sub patronajul lui Keith Vaz, președintele Comisiei pentru afaceri interne,  în semn de apreciere față de activitatea de reprezentare parlamentară în relația cu Regatul Unit al Marii Britanii și Irlandei de Nord, precum și pentru participarea la proiecte care vizează promovarea drepturilor și libertăților fundamentale, combaterea traficului de ființe umane și sprijinirea securității și stabilității regionale.
În perioada 2012 – 2015, peste 30 de Președinți de state și de parlamente s-au aflat în vizită oficială în România, la invitația lui Valeriu Zgonea, printre care se remarcă domnul John Bercow, președintele Camerei Comunelor din Regatul Unit al Marii Britanii și al Irlandei de Nord, domnul Cemil Cicek, președintele Marii Adunări Naționale a Republicii Turcia, domnul Sean Barrett, președintele Parlamentului Irlandei, domnul Yuli-Yoel Edelstein, președintele Knesset-ului, Martin Schulz, președintele Parlamentului European. 

## Acuzație
În aprilie 2016, jurnalistul Ion Cristoiu l-a acuzat pe Zgonea că ar fi ofițer sub acoperire al SRI.
Pe 3 ianuarie 2018 Valeriu Zgonea a fost trimis în judecată de DNA pentru săvârșirea infracțiunii de trafic de influență
Pe 11 februarie 2022 Valeriu Zgonea a fost achitat definitiv de Curtea de Apel București în acest dosar